# Benifairó de les Valls (kommun)
Benifairó de les Valls är en kommun i Spanien.   Den ligger i provinsen Província de València och regionen Valencia, i den östra delen av landet, 300 km öster om huvudstaden Madrid. Antalet invånare är 2 236. Arean är 4,3 kvadratkilometer. Benifairó de les Valls gränsar till Faura, Quart de les Valls och Sagunto. 
Terrängen i Benifairó de les Valls är platt åt nordost, men åt sydväst är den kuperad.